# Soulcalibur V
Soulcalibur V (яп. ソウルキャリバーV Со:рукяриба: Файбу) — игра серии Soul, разработанная и выпущенная компанией Namco Bandai Games, для консолей PlayStation 3 и Xbox 360.

## Сюжет
Действие игры разворачивается спустя 17 лет после событий Soulcalibur IV. Сын главной героини предыдущих игр серии Софитии Патрокл охотится на «заражённых» людей, сошедших с ума от воздействия «Soul Edge», и ищет свою сестру Пирру. После предательства лорда Думаса (в дальнейшем — Кошмар) , которому он служил, он отправляется на поиски своей сестры, которая уже стала заражённой, благодаря Тире. Позже Патрокл становится новым владельцем легендарного меча «Soul Calibur», а Пирра соответственно получает «Soul Edge». Главный герой ищет способ избавить сестру от воздействия «Soul Edge», так как по легенде, любой обладатель меча «Soul Calibur» обязывается убить владельца меча «Soul Edge».

## Геймплей

Бой между Пиррой и Нацу.

Как и в предыдущих играх серии, Soulcalibur V является файтингом, где присутствует оружие. Игрок нападает на соперника через серию атак и прыжков, но в то же время персонажи могут блокировать их. В игре представлена система «Critical Edge» (с англ. — «Критический край»), что позволяет игроку восстановить очки жизни и использовать различные особые атаки.
В Soulcalibur V представлены несколько видов режимов. В режиме «История» (англ. Story), игрок управляет главным героем игры Патроклом, проходя через серию боев. Бои разделены на двадцать эпизодов. «Аркадный» режим (англ. Arcade) позволяет игроку управлять любым персонажем из игры, которому нужно вести бой на время с шестью соперниками. Кроме того, в Soulcalibur V присутствует режим «Quick Battle» (с англ. — «Быстрая битва»), которая позволяет игрокам разблокировать онлайн-функции игры и открывает дополнительный режим «Легендарные души» (англ. Legendary Souls).
Как и предыдущие игры серии, Soulcalibur V также имеет различные многопользовательские режимы, что позволяет игрокам играть по сети и в игре на двоих. Режим создания персонажа (англ. Сharacter creation) также присутствует в игре. Здесь также существуют костюмы, заимствованные от героев из другой серии Namco Bandai Tekken: Дзюн Кадзама, Асука Кадзама, Линг Сяой и Кинг II и боевой стиль Дьявол Дзина.

### Персонажи
Всего в игре 28 играбельных персонажей, из них 10 — новые. Среди них — две версии Пирры (англ. Pyrrha) и Патрокла (англ. Patroklos). В игре появилась гадалка Виола (англ. Viola) и таинственный Цвай (англ. Z.W.E.I). Несколько новых персонажей используют боевые стили предыдущих персонажей в серии: у Нацу (англ. Natsu) такие же приёмы, как и у Таки (англ. Taki), вместо Сянхуа — дочь Ян Лейся и Сиба, которые использует боевой стиль Килика (англ. Kilik). Среди игровых персонажей присутствует главный герой серии Assassin’s Creed Эцио Аудиторе да Фиренце (англ. Ezio Auditore da Firenze). В игру вернулись такие персонажи, как Мицуруги (англ. Mitsurugi), Сервантес (англ. Cervantes) и Кошмар (англ. Nightmare).
В качестве неиграбельного героя, в режиме «Быстрый бой» появляется продюсер и создатель Tekken Кацухиро Харада (как «Harada TEKKEN»).
| - Алгол - Астарот - Айви - Виола - Вольдо - Дампьер - Ёсимицу - Зигфрид - Килик - Кошмар | - Лэйся - Макси - Мастер Осколка - Мицуруги - Нацу - Патрокл - α Патрокл - Пирра - Пирра Ω - Рафаэль | - Сервантес - Сиба - Тира - Хильда - Ц.В.А.Й. - Человек-Ящер - Элизиум - Эцио Аудиторе |

## Разработка игры
Петиция о Soulcalibur V была размещена в социальной сети Facebook и привлекла внимание продюсера серии Tekken Кацухиро Харада. Он принял предложение и пообещал рассказать о создании новой игры Soulcalibur. В 2010 году, руководитель новой игры Даиси Одасима написал в Твиттере текст с заголовком: «SC вернулась!» (англ. SC is back!). 25 декабря 2010 года было анонсировано, что новая игра серии Soul разрабатывается под руководством нового директора. В конце апреля 2011 года, Даиси Одасима сообщил в своём Твиттере, что он сможет сообщить что-то в середине мая. Soulcalibur V была официально анонсирована самой Namco Bandai 11 мая 2011 года.
Над сюжетным режимом игры работала компания CyberConnect2, выпустившая такие серии игр, как .hack// и Naruto: Ultimate Ninja. Первоначально планировалось, что история будет в четыре раза длиннее, но из-за нехватки времени и ограниченного числа разработчиков её пришлось сократить.
Для тех людей, которые сделали предварительный заказ, был включён играбельный персонаж Дампьер из Soulcalibur: Broken Destiny. Коллекционное издание Soulcalibur V включало в себя игру в особой упаковке, саундтрек игры, художественную книгу, DVD с материалами о создании игры и эксклюзивные загружаемые костюмы тёмного и белого рыцарей для режима создания героя.

### Загружаемый контент
Namco выпустила дополнительный загружаемый контент для игры. Первое дополнение называется «Launch Day» (с англ. — «В день запуска»), который включает различные предметы для создания персонажей, и музыку из Soul Edge и Soulcalibur.
В контент выпущенный 14 февраля 2012 года, в День святого Валентина, были включены новые предметы для создания персонажа и музыка из Soulcalibur II и Soulcalibur III. 28 февраля количество предметов было расширено и стала доступна музыка из Soulcalibur IV и Soulcalibur: Broken Destiny. Музыкальные треки также доступны по отдельности. Все остальные дополнения разработчики планируют выпускать раз в месяц.

## Саундтрек
31 января 2012, в день выхода игры в Японии, лейблом Creative Intelligence Arts RECORDS был выпущен саундтрек Soulcalibur V Original Soundtrack (яп. ソウルキャリバーVオリジナルサウンドトラック Со:рукяриба: Файбу Оридзинару Саундоторакку). Музыка была написана Дзюнъити Накацурой, Хироки Кикутой, Иноном Зурой, Крисом Велансо, Эндрю Аверсой и Томокой Миёси. Альбом был выпущен на трёх компакт-дисках и одном DVD.
Для Европы и Северной Америки в ограниченном количестве продалась версия игры с артбуком, диском о создании игры и саундтреком Soulcalibur V Collector’s Edition Soundtrack. В него вошли 10 композиций непосредственно из Soulcalibur V, и ещё 15 треков из предыдущих игр серии Soul: Soul Edge, Soulcalibur, Soulcalibur II, Soulcalibur III, Soulcalibur IV и Soulcalibur: Broken Destiny.

### Список композиций
| №                   | Название                                            | Музыка              | Длительность |
| ------------------- | --------------------------------------------------- | ------------------- | ------------ |
| 1.                  | «Sword of Resolution» (Patroklos’ Theme)            | Инон Зур            | 3:02         |
| 2.                  | «Till Fate Writes My Epitaph» (Siegfried’s Theme)   | Крис Велансо        | 3:42         |
| 3.                  | «Sleepless: An Untamed Beast» (Z.W.E.I.’s Theme)    | Эндрю Аверса        | 3:41         |
| 4.                  | «Daybreaker» (Hilde’s Theme)                        | Инон Зур            | 3:56         |
| 5.                  | «The Invincible Blade» (Mitsurugi’s Theme)          | Хироки Кикута       | 3:54         |
| 6.                  | «Tread Ye the Path of Bravery» (Yoshimitsu’s Theme) | Хироки Кикута       | 4:05         |
| 7.                  | «Where Springs Not Fail» (Leixia’s Theme)           | Хироки Кикута       | 3:56         |
| 8.                  | «Faster Than a Howling Wind» (Natsu’s Theme)        | Эндрю Аверса        | 3:43         |
| 9.                  | «Let My Soul Burn» (Maxi’s Theme)                   | Кэйки Кобаяси       | 3:42         |
| 10.                 | «A High-Spirited Tiger» (Xiba’s Theme)              | Дзюнъити Накацуру   | 3:40         |
| 11.                 | «Without the Blessing of Fate» (Ivy’s Theme)        | Инон Зур            | 3:40         |
| 12.                 | «Master of Edges» (Edge Master’s Theme)             | Инон Зур            | 3:18         |
| 13.                 | «Virtuous Heart» (α Patroklos’ Theme)               | Инон Зур            | 3:03         |
| 14.                 | «Sacred Dawn» (Elysium’s Theme)                     | Эндрю Аверса        | 4:24         |
| Общая длительность: | Общая длительность:                                 | Общая длительность: | 51:48        |

| №                   | Название                                                     | Музыка              | Исполнитель                    | Длительность |
| ------------------- | ------------------------------------------------------------ | ------------------- | ------------------------------ | ------------ |
| 1.                  | «Wings of Sorrow» (Pyrrha’s Theme)                           | Хироки Кикута       |                                | 3:50         |
| 2.                  | «Mischievous Whispers» (Tira’s Theme)                        | Инон Зур            |                                | 3:22         |
| 3.                  | «Chainless Disaster» (Astaroth’s Theme)                      | Инон Зур            |                                | 3:16         |
| 4.                  | «Wandering Seer» (Viola’s Theme)                             | Хироки Кикута       |                                | 4:14         |
| 5.                  | «Blood Thirst Concerto» (Raphael’s Theme)                    | Крис Велансо        |                                | 3:51         |
| 6.                  | «Amid the Pure Insanity» (Voldo’s Theme)                     | Хироки Кикута       |                                | 4:00         |
| 7.                  | «Samsara: The Wheel of Eternity» (Kilik’s Theme)             | Хироки Кикута       |                                | 3:44         |
| 8.                  | «Brutal Instinct» (Aeon’s Theme)                             | Инон Зур            |                                | 3:27         |
| 9.                  | «The Storm Bringer» (Cervantes’ Theme)                       | Инон Зур            |                                | 3:59         |
| 10.                 | «Through the Jaws of Death» (Story Battle Theme)             | Дзюнъити Накацуру   |                                | 3:37         |
| 11.                 | «Pavor Nocturnus» (Nightmare’s Theme)                        | Крис Велансо        |                                | 3:27         |
| 12.                 | «Adorned with Evil» (Pyrrha Ω’s Theme)                       | Крис Велансо        |                                | 3:58         |
| 13.                 | «Regalia» (Algol’s Theme)                                    | Хироки Кикута       |                                | 3:51         |
| 14.                 | «Dance of the Oracle» (Viola’s Theme — Quick Battle Version) | Инон Зур            |                                | 4:12         |
| 15.                 | «Venice Rooftops (SCV mix)» (Ezio Auditore’s Theme)          | Акитака Тояма       | Мелисса Р. Каплан и Мари Ёсида | 3:59         |
| Общая длительность: | Общая длительность:                                          | Общая длительность: | Общая длительность:            | 56:47        |

| №                   | Название                   | Текст песни         | Музыка              | Исполнитель         | Длительность |
| ------------------- | -------------------------- | ------------------- | ------------------- | ------------------- | ------------ |
| 1.                  | «Chaos and Cosmos»         |                     | Дзюнъити Накацуру   |                     | 2:45         |
| 2.                  | «The Frontier of History»  |                     | Дзюнъити Накацуру   |                     | 2:32         |
| 3.                  | «The Field of Honor»       |                     | Дзюнъити Накацуру   |                     | 2:00         |
| 4.                  | «Artificer’s Fancy»        |                     | Эндрю Аверса        |                     | 4:23         |
| 5.                  | «Legend Unveiled»          |                     | Инон Зур            |                     | 1:26         |
| 6.                  | «Surge of Darkness»        |                     | Томоки Миёси        |                     | 0:27         |
| 7.                  | «Decisive Clash»           |                     | Эндрю Аверса        |                     | 1:35         |
| 8.                  | «Nightmare’s Demise»       |                     | Эндрю Аверса        |                     | 0:38         |
| 9.                  | «Faith and Arrogance»      |                     | Томоки Миёси        |                     | 0:41         |
| 10.                 | «Raid of Brute Force»      |                     | Томоки Миёси        |                     | 0:59         |
| 11.                 | «Code Duello»              |                     | Томоки Миёси        |                     | 1:10         |
| 12.                 | «Holy Requisition»         |                     | Томоки Миёси        |                     | 2:11         |
| 13.                 | «Painful Fate»             |                     | Томоки Миёси        |                     | 1:11         |
| 14.                 | «Gloomy Seduction»         |                     | Томоки Миёси        |                     | 1:12         |
| 15.                 | «Evil Omen»                |                     | Томоки Миёси        |                     | 1:10         |
| 16.                 | «Home is Faraway»          |                     | Томоки Миёси        |                     | 2:12         |
| 17.                 | «A Looming Threat»         |                     | Томоки Миёси        |                     | 0:35         |
| 18.                 | «Burgeoning Darkness»      |                     | Томоки Миёси        |                     | 0:37         |
| 19.                 | «Lord of Terror»           |                     | Томоки Миёси        |                     | 1:14         |
| 20.                 | «Silent Grief»             |                     | Томоки Миёси        |                     | 1:41         |
| 21.                 | «The Brave Shall Carry On» |                     | Томоки Миёси        |                     | 1:13         |
| 22.                 | «The Legendary Treasures»  |                     | Томоки Миёси        |                     | 0:40         |
| 23.                 | «Mayhem»                   |                     | Томоки Миёси        |                     | 0:40         |
| 24.                 | «Momentum»                 |                     | Томоки Миёси        |                     | 0:44         |
| 25.                 | «Returning Doom»           |                     | Томоки Миёси        |                     | 1:42         |
| 26.                 | «The Last Wish»            |                     | Томоки Миёси        |                     | 1:26         |
| 27.                 | «The Siblings’ Destiny»    |                     | Томоки Миёси        |                     | 1:52         |
| 28.                 | «The Breeze at Dawn»       | Джиллиан Аверса     | Хироки Кикута       | Джиллиан Аверса     | 6:13         |
| Общая длительность: | Общая длительность:        | Общая длительность: | Общая длительность: | Общая длительность: | 45:09        |

| №                   | Название                                        | Музыка              | Длительность |
| ------------------- | ----------------------------------------------- | ------------------- | ------------ |
| 1.                  | «The Frontier Of History» (Soulcalibur V)       | Дзюнъити Накацуру   | 1:28         |
| 2.                  | «Till Fate Writes My Epitaph» (Soulcalibur V)   | Крис Велансо        | 3:41         |
| 3.                  | «Without The Blessing Of Fate» (Soulcalibur V)  | Инон Зур            | 3:39         |
| 4.                  | «A High-Spirited Tiger» (Soulcalibur V)         | Хироки Кикута       | 3:46         |
| 5.                  | «Slepless: An Untamed Beast» (Soulcalibur V)    | Эндрю Аверса        | 3:44         |
| 6.                  | «Home Is Faraway» (Soulcalibur V)               | Томоки Миёси        | 2:13         |
| 7.                  | «Dragon’s Call» (Soul Edge)                     | Такаюки Айхара      | 2:50         |
| 8.                  | «Recollect Continent» (Soul Edge)               | Такаюки Айхара      | 3:00         |
| 9.                  | «In The Name Of The Father» (Soulcalibur)       | Акитака Тояма       | 2:26         |
| 10.                 | «Beyond The Horizon» (Soulcalibur)              | Ёсихито Яно         | 2:32         |
| 11.                 | «Unwavering Resolve» (Soulcalibur II)           | Дзюнъити Накацуру   | 3:45         |
| 12.                 | «Sword Of The Patriot» (Soulcalibur II)         | Такаюки Айхара      | 3:46         |
| 13.                 | «Fearless Eyes» (Soulcalibur III)               | Дзюнъити Накацуру   | 4:36         |
| 14.                 | «If There Were Any Other Way» (Soulcalibur III) | Дзюнъити Накацуру   | 3:00         |
| 15.                 | «Valiant Heart» (Soulcalibur IV)                | Кэйки Кобаяси       | 3:29         |
| 16.                 | «Winds And Memories» (Soulcalibur IV)           | Дзюнъити Накацуру   | 3:49         |
| 17.                 | «Innocent Vision» (Soulcalibur: Broken Destiny) | Кэйки Кобаяси       | 3:17         |
| Общая длительность: | Общая длительность:                             | Общая длительность: | 54:19        |

## Оценки и мнения
| Сводный рейтинг       | Сводный рейтинг              |
| Агрегатор             | Оценка                       |
| --------------------- | ---------------------------- |
| GameRankings          | 79,94 % (PS3) 78,60 % (X360) |
| Metacritic            | 81/100 (PS3) 77/100 (X360)   |
| Иноязычные издания    |                              |
| Издание               | Оценка                       |
| 1UP.com               | B+                           |
| AllGame               | [ 17 ] [ 18 ]                |
| CVG                   | 8,9/10                       |
| Edge                  | 8/10                         |
| EGM                   | 6,0/10                       |
| Eurogamer             | 8/10                         |
| G4                    | 4/5                          |
| Game Informer         | 8,50/10                      |
| GameRevolution        | 4,0/5                        |
| GameSpot              | 7,5/10                       |
| GamesRadar+           | 9/10                         |
| GameTrailers          | 8,7/10                       |
| GameZone              | 8,0/10                       |
| IGN                   | 7,5/10                       |
| OXM                   | 8,0/10 7/10                  |
| TeamXbox              | 7,5/10                       |
| VideoGamer            | 7/10                         |
| WorthPlaying          | 6,0/10                       |
| XboxAddict            | 83 %                         |
| Русскоязычные издания |                              |
| Издание               | Оценка                       |
| PlayGround.ru         | 8,7/10                       |
| «Игромания»           | 9,0/10                       |

Soulcalibur V получила в основном положительные отзывы. На сайте-агрегаторе Metacritic версия игры для Xbox 360 имеет рейтинг в 77 баллов из 100 возможных, на основе 56 отзывов, а версия для PlayStation 3 — 81 балл из 100 возможных, на основе 53 отзывов.
1UP.com в своём обзоре подверг критике режим истории, но в целом положительно отнёся к игре, заявив, что Soulcalibur V «снова переосмысливает серию». Game Informer назвал игру лучшей в серии. С другой стороны, критик из IGN пишет, что Soulcalibur V «чувствует более одинаково», и был разочарован игрой, особенно из-за режима истории.
Игра получила положительные отзывы от российских сайтов и журналов. Сайт PlayGround.ru оценил игру в 8,7 баллов из 10 возможных, где ему присвоили медаль «Выбор редакции». Журнал «Игромания» назвал Soulcalibur V лучшей игрой серии, в отличие от Street Fighter IV и Tekken 6.
Кроме того, игра критиковалась за отсутствие многих популярных персонажей, таких как Софития, Таки и Сеонг Ми-на. Сайт Cheat Code Central включил каждого нового персонажа из Soulcalibur V в список «Десяти самых бестолковых игровых персонажей». На июнь 2012 года было продано 1,4 миллиона копий.